# Sjokksjokk

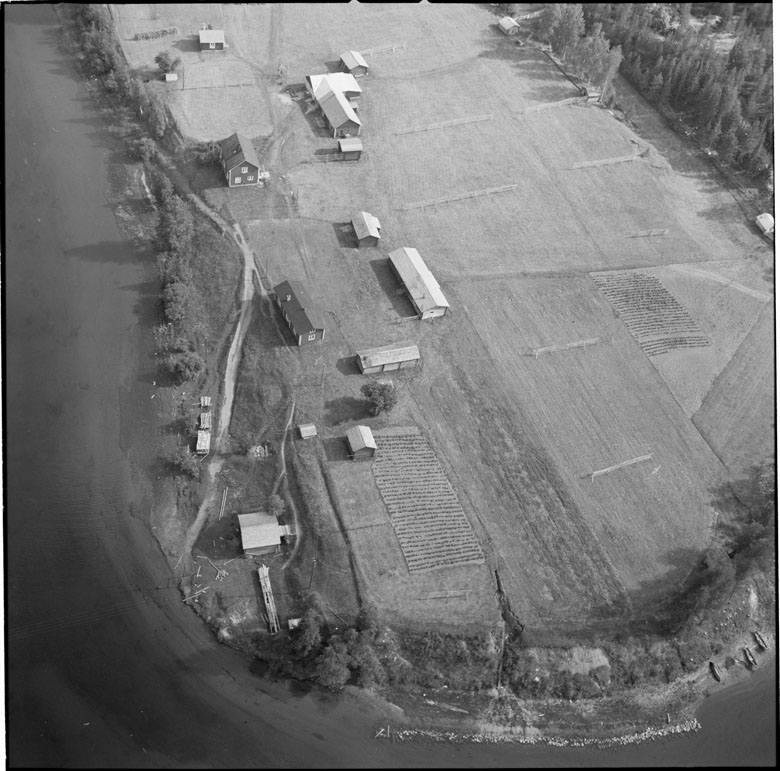
Den lilla gårdsgruppen Suoksjåkk vid Suoksjåhkås mynning i Stora Lule älv 1959. Närmast i bild syns den äldsta gården, Västigården, som revs i samband med vattenkraftsutbyggnaden. Längre bort syns Mittigården, som delvis står kvar.

Sjokksjokk, även kallad Vuollesita (Nederbyn), var en historisk lappby i Lule lappmark som omfattade östra delarna av nuvarande Jokkmokks och Gällivare kommuner. Den låg helt och hållet i skogslandet och var alltså en skogssamisk by. Sjokksjokk dyker upp i historiska källor vid mitten av 1500-talet, då den finns med i fogderäkenskaperna som en av fyra lappbyar i Lule lappmark. Delar av den gamla byn utgör idag Slakka sameby. Sjokksjokksbyn fick sitt namn efter en bäck, Suoksjåhkå, som avvattnar sjöarna Tjoalmejávrátja, Suoksávrre och Roanntjá samt mynnar i Stora Lule älv. Vid bäckens utlopp planerades ett järnbruk i början av 1800-talet, vilket dock aldrig förverkligades. I stället tillkom på platsen ett nybygge som fick namnet Suoksjåkk. I samband med Luleälvens utbyggnad löstes gårdarna in men idag finns sommarboende på platsen.

## Etymologi
Namnet Sjokksjokk syftar på vattendraget Suoksjåhkå eller Suoksávrejåhkå, Suoksaurebäcken, som mynnar i Stora Lule älv vid gården Suoksjåkk. Det är inte klart vad namnet betyder, men Olavi Korhonen har föreslagit att det har att göra med den samiska benämningen på ett klykformigt redskap som använts för att ta upp flodpärlmusslor och vittja dem på pärlor. Suoksjåhkå har länge varit känd som en bäck med flodpärlmusslor, och Korhonen menar att pärlfisket i bäcken var viktigt för samernas ekonomi vid den tidpunkt då lappbyn Sjokksjokk bildades.

## En historisk lappby
Sjokksjokk är tidigast känd som en så kallad lappby, det vill säga en grupp samiska familjer som levde och verkade inom ett visst område. Det var en till ytan stor by som omfattade östra delen av både Jokkmokks och Gällivare kommuner. Antalet skattebetalare inom byn uppgick vid mitten av 1500-talet till ett 20-tal, steg till ca 50 i början av 1600-talet och låg mellan 70 och 90 under 1700-talet. I en statlig utredning från 1882 beskrevs Sjokksjokk som en by med både fjällsamer och skogssamer, varav de sistnämnda också var hemmansägare. När byindelningen sedan formaliserades genom 1886 års renbeteslag blev Sjokksjokk en av fyra lappbyar i Jokkmokks socken, dock med mycket mindre utsträckning än den ursprungliga byn. Denna mindre by bytte senare namn till Serri lappby, från och med 1971 Serri sameby, och heter numera Slakka sameby.

## Vinterby och marknadsplats?
Birkarlen Nils Andersson från Söderby skrev 1565 att birkarlarna brukade besöka byarna i Lule lappmark, inklusive Sjokksjokk, omkring trettondag jul. När kungens utsände Gerdt Josting 1595 reste genom lappmarkerna avreste han från Luleå 10 januari och stannade till i Sjokksjokk, "den första lappbyn", två dagar senare. På Anders Bures karta över lappmarkerna från 1611 finns en tältsymbol markerad intill namnet Suchsijoki på det näs som bildas vid Lilla Lule älvs utflöde i Stora Lule älv, möjligen intill vattendraget Suoksjåhkå. På Olof Tresks karta från 1643 finns en motsvarande symbol med namnet "Såcks Jock by", dock placerad strax väster om nuvarande Vuollerim. Trots de olika lägena har flera forskare ansett att symbolerna markerar platsen för byns gemensamma vinterviste, och att där också fanns en marknadsplats dit birkarlarna och kungens utsända kom för att handla och diskutera med samerna. Själva tanken att det skulle ha funnits vinterboplatser för hela byar har emellertid ifrågasatts, och specifikt när det gäller Sjokksjokk har Thomas Wallerström påpekat att det trots upprepade inventeringsinsatser inte finns några konkreta belägg för en vinterboplats i området. Om det någonsin fanns en vinterboplats och marknadsplats inom Sjokksjokksbyn förlorade den sin funktion senast 1607 då Jokkmokk infördes som central marknadsplats för alla byarna i Lule lappmark. 

## Bruket som aldrig blev av
Sedan kung Karl XIV Johan på 1820-talet förvärvat Gällivareverken gjordes 1823 gjordes en utredning om placeringen av en masugn för smältning av järnmalmen från Malmberget. Utredarna menade att den bästa platsen låg vid Suoksjåhkås utlopp. Därifrån skulle vägar anläggas till Gällivare och Jokkmokk. 20 personer skulle arbeta vid det nya bruket. Planerna på Sokksjokks bruk förverkligades dock aldrig.

## Nybygget
År 1824 insynades ett nybygge på södra sidan om Stora Lule älv vid Suoksjåhkås utlopp. Det kallades då för Maskbäcken. Grundaren var en same, men han byggde aldrig upp någon gård. Nybygget bytte ägare flera gånger tills Mattias Jonsson Sundberg från Porsi antogs som åbo 1849. Denne Sundberg kom att kallades för "Norrälvens storbonde och störste renägare". Nybygget, som nu fick namnet Suoksjåkk, skattlades 1854. Sundbergs tre söner, Nils, Johan Petter och Isak, stannade kvar och byggde upp egna gårdar. Det ursprungliga stamhemmanet kallades för Västigården. En ny manbyggnad uppfördes på 1880-talet och fick namnet Östigården. Omkring 1900 tillkom Mittigården.
Nybygget Suoksjåkk blev en viktig nod i samfärdseln. Det hade anlagts i närheten av det ställe där man brukade lasta om från båt till landtransport vid färder från kustlandet till Jokkmokk, enligt redogörelser från mitten av 1600-talet åtminstone fram till 1700-talets slut. Från Porsiforsen i Stora Lule älv kunde man ro till holmarna nedanför Kuoukaforsarna, där man gick i land på älvens södra sida och följde en två mil lång led över land till Nelkerim vid Lilla Lule älv. Därmed undvek man de många forsarna mellan Vuollerim och Nelkerim. Även senare blev Suoksjåkk en naturlig övernattningsplats eftersom det var det sista nybygget före Kuouka- och Messaureforsarna.

## Vattenkraftsutbyggnaden
År 1956 ansökte Vattenfallsstyrelsen om att få anlägga ett kraftverk i Porsi. En damm skulle anläggas och vattenståndet i älven höjas med sex meter, vilket innebar att vissa byggnader i Suoksjåkk hotades av överdämning. Dessutom skulle en kraftstation anläggas i Letsi i Lilla Lule älv, varifrån vattnet skulle ledas i en tunnel med mynning alldeles vid Suoksjåkk. För att kunna genomföra planerna ville Vattenfall lösa in fastigheterna och de två familjer som då bodde där måste flytta. Den ena familjen gjorde upp i godo med Vattenfall, byggde en villa på andra sidan älven och flyttade dit 1960. Den andra familjen motsatte sig utbyggnaden, men fastigheten tvångsinlöstes. Västigården revs, men Mittigården blev kvar som anläggningskontor och Östigården kom också att stå kvar. Senare har dessa gårdar blivit sommarbostäder och ytterligare sommarstugor har byggts kring de ursprungliga husen.